# Yuri Floriani

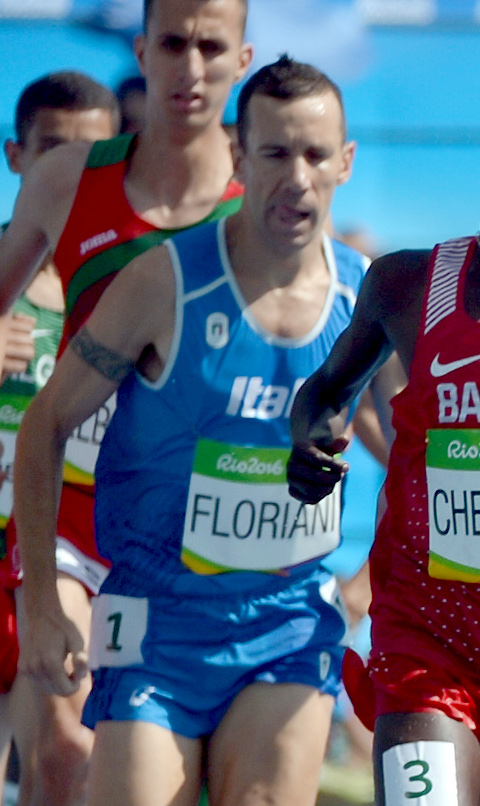
Yuri Floriani

Yuri Floriani (* 25. Dezember 1981 in Trient) ist ein italienischer Hindernis- und Langstreckenläufer.
Bei den Crosslauf-Weltmeisterschaften 2005 in Saint-Galmier belegte er auf der Kurzstrecke den 62. Platz, und bei den Leichtathletik-Halleneuropameisterschaften 2009 in Turin erreichte er über 3000 m nicht das Ziel. Bei den Crosslauf-Europameisterschaften kam er 2010 in Albufeira auf den Rang 38 und 2011 in Velenje auf Rang 30.
2012 wurde er über 3000 m Hindernis Sechster bei den Leichtathletik-Europameisterschaften in Helsinki und lief bei den Olympischen Spielen in London auf dem 13. Platz ein. In derselben Disziplin wurde er bei den Leichtathletik-Weltmeisterschaften 2013 in Moskau im Vorlauf wegen eines Überschreitens der Bahninnengrenze disqualifiziert.

## Persönliche Bestzeiten
- 3000 m (Halle): 7:55,79 min, 15. Februar 2009, Karlsruhe
- 3000 m Hindernis: 8:22,62 min, 31. Mai 2012, Rom